# Planaltina do Paraná
Planaltina do Paraná là một đô thị thuộc bang Paraná, Brasil. Đô thị này có diện tích 356,191 km², dân số năm 2007 là 3879 người, mật độ 11,6 người/km².